# Дітер Герцог
Дітер Герцог (нім. Dieter Herzog, нар. 15 липня 1946, Обергаузен) — німецький футболіст, що грав на позиції флангового півзахисника.
Виступав, зокрема, за клуби «Фортуна» (Дюссельдорф) та «Баєр 04», а також національну збірну Німеччини.
У складі збірної — чемпіон світу.

## Клубна кар'єра
У дорослому футболі дебютував у регіональній лізі. Протягом п'яти років захищав кольори клубів «Боттроп 1900» і «Гамборн 07».
Своєю грою за цю команду привернув увагу представників тренерського штабу клубу «Фортуна» (Дюссельдорф), до складу якого приєднався 1970 року. Відіграв за клуб з Дюссельдорфа наступні шість сезонів своєї ігрової кар'єри. Більшість часу, проведеного у складі дюссельдорфської «Фортуни», був основним гравцем команди.
1976 року перейшов до клубу «Баєр 04», за який відіграв 7 сезонів. Завершив професійну кар'єру футболіста виступами за команду «фармацевтів» у 1983 році. Всього провів у бундеслізі 250 матчів (46 голів), у кубку Німеччини — 40 матчів (22 голи), у єврокубках — 12 матчів (3 голи).

## Виступи за збірну
23 лютого 1974 року дебютував у складі національної збірної. У Барселоні німецькі футболісти поступилися з мінімальним рахунком збірній Іспанії. Наступного місяця провів ще одну товариську гру — проти шотландців (перемога 2:1).
У складі збірної був учасником домашнього чемпіонату світу 1974 року. На турнірі провів два поєдинки: зі збірними Югославії (2:0) та Швеції (4:2) і здобув титул чемпіона світу.
Восени провів ще один матч у складі головної команди країни. У Базелі німці забили на один гол більше у ворота збірної Швейцарії. Всього протягом 1974 року провів п'ять матчів.

## Титули і досягнення
- Чемпіон світу (1): 1974